# Semenivka, Bereznehuvate
Semenivka (în ucraineană Семенівка) este un sat în comuna Vîsunsk din raionul Bereznehuvate, regiunea Mîkolaiiv, Ucraina.

## Demografie
Componența lingvistică a localității Semenivka
     Ucraineană (91,55%)
     Rusă (7,04%)
     Română (1,41%)
Conform recensământului din 2001, majoritatea populației localității Semenivka era vorbitoare de ucraineană (91,55%), existând în minoritate și vorbitori de rusă (7,04%) și română (1,41%).